# Березовка (Золочевский район)
Березовка (укр. Березівка) — село
Золочевского поселкового совета,
Золочевский район, Харьковская область, Украина.
Код КОАТУУ — 6322655101. Население по переписи 2001 года составляет 144 (61/83 м/ж) человека.

## Географическое положение
Село Березовка находится недалеко от истоков реки Рогозянка, в 4-х км западнее пгт Золочев.
Село окружают несколько лесных массивов (дуб), в том числе урочище Чернецкое, где располагались б. хутора Ворвули и Чернецкий.
Хутор Берёзов Яр находился ниже по течению Берёзового ручья в низовьях балки Берёзовый Яр, к востоку от Березовки.
В селе имеется 4 небольших пруда.

## История
- 1722 — дата первого упоминания[1].
- В 1940 году, перед ВОВ, в Березовке было 126 дворов, четыре малых пруда, два колодца, сельсовет и две ветряные мельницы;[2]; на расположенном западнее хуторе Берёзов Яр было 19 дворов.[5]
- После ВОВ хутор Берёзов Яр был присоединён к селу Березовка.

## Экономика
- Молочно-товарная ферма.
- Лесничество.
- «Берёзка», детский оздоровительный лагерь.